# 二階俊博
二階俊博（1939年2月17日—），日本政治人物，和歌山縣御坊市人 ，中央大學法學部畢業；現任日本眾議院議員，曾任自由民主党幹事長。他是自由民主党内派阀志帥會（二階派）的会长。

## 生平
1939年於和歌山縣御坊市出生，父親二階俊太郎是和歌山縣的縣議員；大學畢業後，二階俊博擔任時任建設大臣遠藤三郎的秘書，遠藤於1971年過世後，俊博就回到了和歌山老家；四年後，當選為和歌山縣議員，並連任兩屆。1983年，代表自由民主党參選衆議院議員並當選（後連續當選11屆）。

## 小泽一郎的愛將
1990年，擔任海部俊樹内閣的運輸政務次官，1992年，因為東京佐川急便事件導致竹下派分裂的時候，二階俊博因為支持小泽一郎而加入了羽田派；隔年更跟随小泽一郎脱离自民党成立新生党，1994年加入新进党，1996年加入自由党；1999年，進入小淵內閣擔任運輸大臣兼北海道開發廳長官。

## 在自民黨內崛起
2000年日本自由党分裂，二階俊博加入了保守党，並被新任聯合內閣的總理森喜朗留任；同年7月，他出任保守黨的國會對策委員長，隔年更擔任了保守黨幹事長。2002年，保守黨改組為保守新黨，他擔任了保守新黨幹事長。翌年，保守党被自民党并入，而成为了自民党的一個派系，這個派系由他领导。2004年9月，他擔任了自民党总务局长。隔年的日本國會大選，因為他的選戰策略對自民党获得众议院大选胜利有重大作用，同时还领导派系在大选中获得重大胜利，派系成员扩大3倍。在同年的内阁改组中，被首相小泉纯一郎论功行赏，出任经济产业大臣的重要职务。
2006年9月，安倍晋三上台，任命他為自民党的國會對策委員長，2007年8月，安倍內閣改組，他被任命為總務會長，同年9月，福田康夫當選為新任自民党黨魁，他被挽留至2008年福田內閣改組，2008年8月再任經濟產業大臣。但是，在2009年大選中，自民黨慘敗，二階派在眾院僅剩下二階自己，在11月5日跟伊吹派合併。
2014年任自由民主党總務會長。2016年8月任自由民主党幹事長。
2020年2月，他在接见中国驻日大使时表示，日本将全力支持中国抗击疫情。

## 經歷
- 1957年：畢業於和歌山縣立日高高等学校。
- 1961年：畢業於中央大學法學部。
- 1962年－1971年：擔任衆議院議員遠藤三郎的秘書。
- 1975年：當選和歌山縣議員（~1983年）。
- 1983年：首次當選衆議院議員。
- 1990年：就任第2次海部内閣的運輸政務次官。
- 1993年：宮泽内閣垮台，該年國會大選後即擔任細川内閣的運輸政務次官。
- 1999年：擔任小淵内閣第2次改造内閣的運輸大臣兼北海道開發廳長官（~2000年）。
- 2000年7月：出任保守黨的國會對策委員長。
- 2001年：擔任保守黨幹事長。
- 2002年：保守黨改組為保守新黨，他擔任保守新黨的幹事長（~2003年）。
- 2004年9月：擔任了自民党总务局长。
- 2005年：擔任經濟産業大臣（~2006年）。
- 2006年：出任自民党的國會對策委員長（~2007年）。
- 2007年8月：出任自民党的總務會長（~2008年）。
- 2008年：再任經濟产业大臣（~2009年）。
- 2014年：出任自民党總務會長（~2016年）。
- 2016年：出任自民党幹事長。

## 評價
二階是自民黨內典型的親中親韓人物，在2020年7月由美國戰略國際研究中心發佈的報告書中就將二階與首相輔佐官今井尚哉並稱為「親中派」代表人物。選區內的白濱町有成都大熊猫繁育研究基地的合作設施冒險世界。
由於其選區內的太地町是日本捕鯨的主要港口，因此二階主導日本退出國際捕鯨委員會後在當地受到稱讚。